# CDP-101
CDP-101(シーディーピー・いちぜろいち)は、1982年10月1日にソニーが発売したコンパクトディスク（CD）プレーヤー。

## 概要

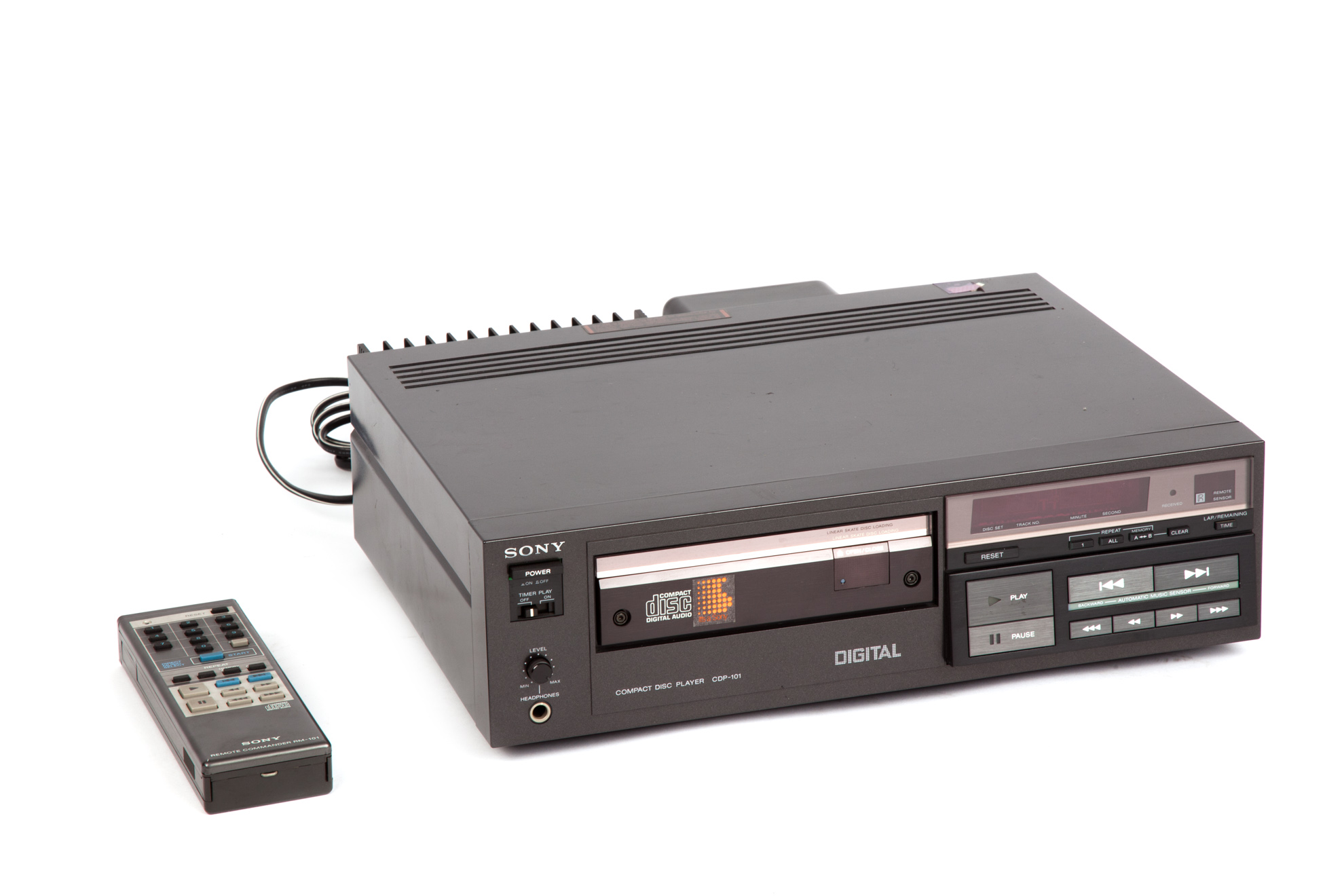
CDP-101（レオナルド・ダ・ヴィンチ記念国立科学技術博物館での展示品）

世界で初めての市販CDプレーヤーとして、日立製作所の「Lo-D DAD-1000」、日本コロムビアの「DENON DCD-2000」と同時発売される。日本の定価は168,000円。 モデル名の「CDP-101」は出井伸之による命名で、「101」は2進法で 5 を意味し、出井が「ミディアムクラス」であると考えたことに由来する 。発売に関しては、CDフォーマットの規格策定・開発をソニーとともに担当したフィリップス側のプレーヤーが、当初合意していた発売日に間に合わなかったことから、日本以外の国では発売が延期され、1983年3月の発売となった。フィリップスの1stモデルである「CD 100」は1982年11月に発売されたが、初期のフィリップス製プレーヤーにはソニーの部品が使われていた。
本体前面には、トラック番号や再生時間などの情報を表示する真空蛍光表示パネル、付属のリモコン用赤外線レシーバー、再生操作やトレイの開閉、再生時間と残り時間の表示の切り替えなどのボタンが装備されている。ダイヤルは1/4インチヘッドホン端子の音量レベルを調整するためのものだけだった。 ユニットの背面には2つのオン/オフスイッチがあり、1つは自動停止、もう1つは耐衝撃と書かれている。オーディオの左右チャンネルを接続するためのRCA端子が2つあり、26ピンのアクセサリーコネクターが付属している。背面にはヒートシンクも備わる。 
リモコンユニットは本体とほぼ同じボタンを搭載しているが、開閉ボタンやディスプレイの切替は省かれた。一方で、本体とは異なり特定トラック番号を選択できるテンキーを搭載している。 
デジタル・アナログ変換器（DAC）が高コストだったことから、本機には左右のオーディオチャンネルに1つずつのみ搭載された。また、他のチャンネルの準備が整うまで最初のチャンネルを遅延させるサンプル・アンド・ホールド回路がないため、左右のチャンネルは約11μsの同期が取れない。 フィリップスのCD-100がアンダーサンプリングで14ビットDACを採用しているのとは異なり、CDP-101はソニーが自社で設計・製造した16ビットDACを採用している。16ビットCDエンコーディングを採用したのは、フィリップスがすでに14ビットDACを開発しており、14ビットエンコーディングを採用した場合、フィリップスが先に製品を市場に出すことができるのではないかというソニーの主張があったからである。

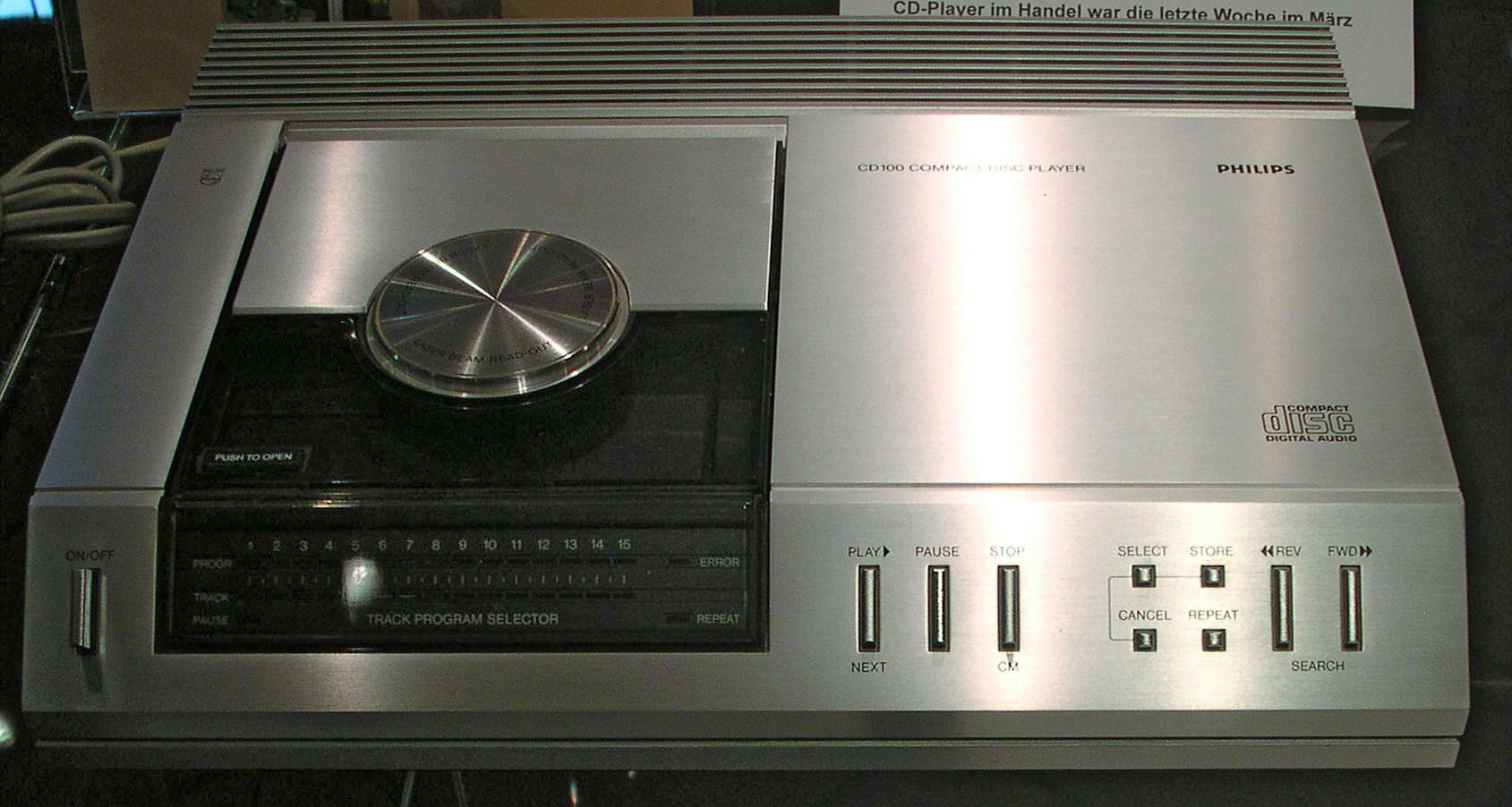
フィリップスのCD-100